# Celeiros (Chandreja de Queija)
Celeiros (llamada oficialmente San Martiño de Celeiros) es una parroquia y una aldea española del municipio de Chandreja de Queija, en la provincia de Orense, Galicia.

## Toponimia
La parroquia también es conocida por el nombre de San Martín de Celeiros.

## Organización territorial
La parroquia está formada por dos entidades de población:
- A Ventosa
- Celeiros

## Demografía

### Parroquia
| Gráfica de evolución demográfica de Celeiros (parroquia) entre 2000 y 2022 |
|                                                                            |
| Datos según el nomenclátor publicado por el INE.                           |

### Aldea
| Gráfica de evolución demográfica de Celeiros (aldea) entre 2000 y 2022 |
|                                                                        |
| Datos según el nomenclátor publicado por el INE.                       |